# 후퇴 논증
후퇴 논증 (後退論證, 라틴어: diallelus < 그리스어: di allelon, 다른 것을 통하여)은 인식론의 문제이며, 일반적으로 어떤 주장이 정당화되어야 하는 상황에서의 문제이다. 이 논증에 따르면 어떠한 명제도 정당화를 요구하나, 어떠한 정당화도 그 스스로는 근거를 필요로 한다. 이는 어떠한 명제도 무한히 의심받을 수 있음을 의미한다. 

## 기원
이 논증은 주로 섹스투스 엠피리쿠스가 제창한 것으로 생각되며, 아그리파에 의하여 아그리파의 트릴레마(trilemma)로 알려진 것의 일부로서 다시 주장되었다. 이 논증은 지식은 정당화된 참인 믿음이라는 플라톤의 《테아이테도스》(Theaetetus)에서의 입증에 대한 대응으로 보일 수 있다. 

## 구조
지식이 정당화된 참인 믿음이라고 가정하고, 
1. P는 지식의 일부라고 생각하자. 그리고 P는 정당화된 참인 믿음이다.
2. P를 정당화하는 단 하나는 다른 서술이다. 이것을 P1이라 하자. 그러면 P1은 P를 정당화한다.
3. 그러나 P1가 P를 위한 충분히 정당한 이유가 된다면, 우리는 P1을 알아야 한다.
4. 그러나 P1을 알기 위해서는 이는 또한 정당화된 참인 믿음이어야 한다.
5. 이 정당화된 이유는 다른 서술어야 할 것이다. 이를 P2라고 하자. 그러면 P1은 P2를 정당화한다.
6. 그러나 P2가 P를 위한 충분히 정당한 이유가 된다면, 우리는 P2가 참이라는 것을 알아야 한다.
7. 그러나 P2가 지식으로 인정되기 위해서는 이는 그것 스스로 정당화된 참인 지식이어야 한다.
8. 이 정당한 이유는 다른 서술어이야 할 것이다. 이를 P3이라고 하자. 그러면 P3는 P2를 정당화한다.
9. 이러한 과정은 무한히 계속된다.

## 같이 보기
- 무한 후퇴